# Ioan Bușiția
Ioan Bușiția (n. 1874, Delani, Bihor - d. 1953, Beiuș, județul Bihor) a fost un deputat în Marea Adunare Națională de la Alba Iulia, organismul legislativ reprezentativ al „tuturor românilor din Transilvania, Banat și Țara Ungurească”, cel care a adoptat hotărârea privind Unirea Transilvaniei cu România, la 1 decembrie 1918.:p.101

## Biografie
Ioan Bușiția a studiat Academia de Bellearte din București, ulterior devenind profesor la liceul „Samuil Vulcan” din Beiuș. Ioan Bușiția a fost dirijorul Reuniunii de cântări „Lyra” din Beiuș până în anul 1918. Imediat după, a fost dirijor al corului Reuniunii și președinte al „Turing Clubului Român” din Beiuș.

## Activitatea politică

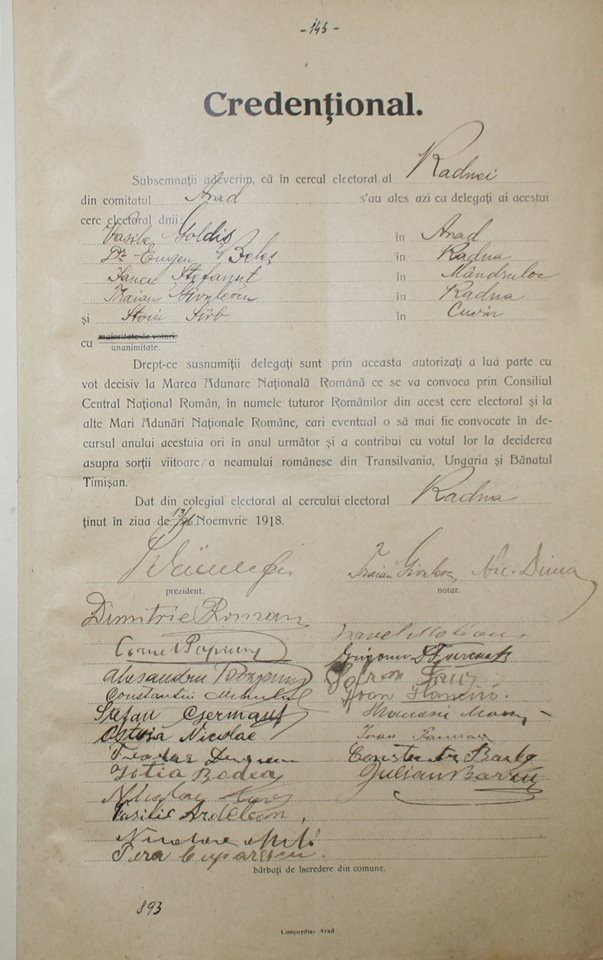
Credențional

A fost ales delegat al Reuniunii de cântări „Lyra” din Beiuș la Marea Adunare Națională de la Alba-Iulia, unde a votat unirea Ardealului cu România, la 1 decembrie 1918.